# Patrick Bardinon
Patrick Bardinon (ur. 23 lutego 1957 w Paryżu) – francuski kierowca wyścigowy.

## Kariera
Bardinon rozpoczął karierę w międzynarodowych wyścigach samochodowych w 1976 roku od startów we  Włoskiej Formule 3, Brytyjskiej Formule 3 - Brands Hatch Paul Nicholas Trophy, Brytyjskiej Formule 3 BARC, Brytyjskiej Formule 3 BRDC Shellsport oraz w Europejskiej Formule 3. W wyścigu Brands Hatch Paul Nicholas Trophy uplasował się na dziesiątej pozycji. W późniejszych latach Francuz pojawiał się także w stawce Europejskiej Formuły 2, Brytyjskiej Formule 3 BRDC Vandervell, Niemieckiej Formuły 3, 24-godzinnego wyścigu Le Mans oraz IMSA Camel Lights.
W Europejskiej Formule 2 Francuz wystartował w dwóch wyścigach sezonu 1977 z ekipą Maublanc Racing. Z dorobkiem jednego punktu uplasował się na dwudziestej pozycji w klasyfikacji generalnej.